# Королівські повітряні сили Югославії
Королівські повітряні сили Югославії (сербохорв. Jugoslovensko kraljevsko ratno vazduhoplovstvo, JKRV; серб. Југословенско краљевско ратно ваздухопловство, ЈКРВ; словен. Jugoslovansko kraljevo vojno letalstvo, JKVL) — вид збройних сил часів Королівства Югославії, який існував у 1918—1941 роках у складі Збройних сил Югославії. Повітряні сили були утворені у 1918 році та існували до квітня 1941 року, коли внаслідок вторгнення країн Осі до Югославії під час Другої світової війни, Королівство не було окуповане.
Близько 18 літаків і кілька сотень екіпажів втекли від вторгнення ворожих країн у квітні 1941 року до союзників у Єгипті. Згодом югославські льотчики билися пліч-о-пліч з Королівськими ПС у Північній Африці, а потім з Балканськими ВПС в Італії та Югославії, а деякі навіть приєдналися до радянських ВПС, повернувшись до Югославії в 1944 році.
Німеччина роздала захоплені літаки Королівських ПС Югославії та запчастини до Румунії, Болгарії, Фінляндії та новоствореної Незалежної Держави Хорватія.
Повітряні сили Королівства Югославія формувалися на основі Сербського авіаційного командування, яке було створене 24 грудня 1912 року та активно діяло під час Балканських воєн 1912—1913 років. Під час Першої світової війни невелике сербське авіаційне командування спочатку діяло на підтримку Королівської сербської армії та захисту країни від нападів Австро-Угорщини. Після початкових успіхів Сербії в 1915 році Центральні держави завдали нищівної поразки сербам та змусили сербську армію відступити горами до Албанії, де вцілілі частини армії були евакуйовані союзниками. Сербські льотчики були включені у французькі ескадрильї для підтримки очолюваних Францією сил союзників, які вели бойові дії північніше від Салонік, а наприкінці війни окремі сербські ескадрильї були створені знову.
У 1919 році південнослов'янські народи вирішили створити нову державу — Королівство сербів, хорватів і словенців, а існуючий сербський авіаційний корпус став основою військової авіації нової держави. Головнокомандуючим новоствореними військово-повітряними силами був колишній начальник австро-угорських імперських і королівських авіаційних військ Еміль Узелац.

## Літаки, що перебували на озброєнні Королівських ПС (за станом на квітень 1941)
| Літак                            | Кількість | Функції                                                     | Країна-виробник    |
| -------------------------------- | --------- | ----------------------------------------------------------- | ------------------ |
| Messerschmitt Bf 109E-3a         | 61        | винищувач                                                   | Третій Рейх        |
| Hawker Hurricane Mk.I            | 47        | винищувач                                                   | Велика Британія    |
| Hawker Fury Mk.II                | 30        | винищувач                                                   | Велика Британія    |
| Avia BH-33                       | 5         | навчальний винищувач                                        | Чехословаччина     |
| Ikarus IK-2                      | 10        | винищувач                                                   | Югославія          |
| Rogožarski IK-3                  | 11        | винищувач                                                   | Югославія          |
| Potez 630                        | 2         | винищувач                                                   | Франція            |
| Dornier Do 17K                   | 69        | бомбардувальник                                             | Третій Рейх        |
| Bristol Blenheim Mk.I            | 50        | бомбардувальник                                             | Велика Британія    |
| Bristol Blenheim Mk.II           | 11        | літак-розвідник                                             | Велика Британія    |
| Savoia-Marchetti SM.79 Sparviero | 42        | бомбардувальник                                             | Королівство Італія |
| Caproni Ca.310                   | 12        | Навчально-тренувальний літак                                | Королівство Італія |
| Messerschmitt Bf 108             | 13        | Навчально-тренувальний літак                                | Третій Рейх        |
| Breguet 19                       | 120       | літак-розвідник                                             | Франція            |
| Potez 25                         | 120       | літак-розвідник                                             | Франція            |
| Fieseler Fi 156 Storch           | 22        | Багатофункціональний літак (літак-розвідник, літак зв'язку) | Третій Рейх        |
| Bücker Bü 131 Jungmann           | 60        | Навчально-тренувальний літак                                | Третій Рейх        |
| Dornier Do 16 Wal                | 10        | Патрульний гідролітак/літак-розвідник                       | Третій Рейх        |
| Dornier Do 22                    | 12        | Поплавковий гідролітак морської розвідки/бомбардувальник    | Третій Рейх        |
| Rogožarski SIM-XIV-H             | 15        | Поплавковий гідролітак морської розвідки                    | Югославія          |
| Rogožarski SIM-XII-H             | 12        | Навчально-тренувальний поплавковий гідролітак               | Югославія          |
| Rogožarski SIM-Х                 | 21        | Навчально-тренувальний літак                                | Югославія          |
| Rogožarski PVT                   | 64        | Навчально-тренувальний літак                                | Югославія          |
| Rogožarski PVT-H                 | 5         | Навчально-тренувальний поплавковий гідролітак               | Югославія          |
| Rogožarski R-100                 | 25        | навчальний винищувач                                        | Югославія          |
| Zmaj Fizir FN                    | 20        | Навчально-тренувальний літак                                | Югославія          |
| Zmaj Fizir FP-2                  | 23        | Навчально-тренувальний літак/Utility                        | Югославія          |
| Avia-Fokker AF.39                | 2         | Transport/Utility                                           | Чехословаччина     |